# Chlapecký seminář

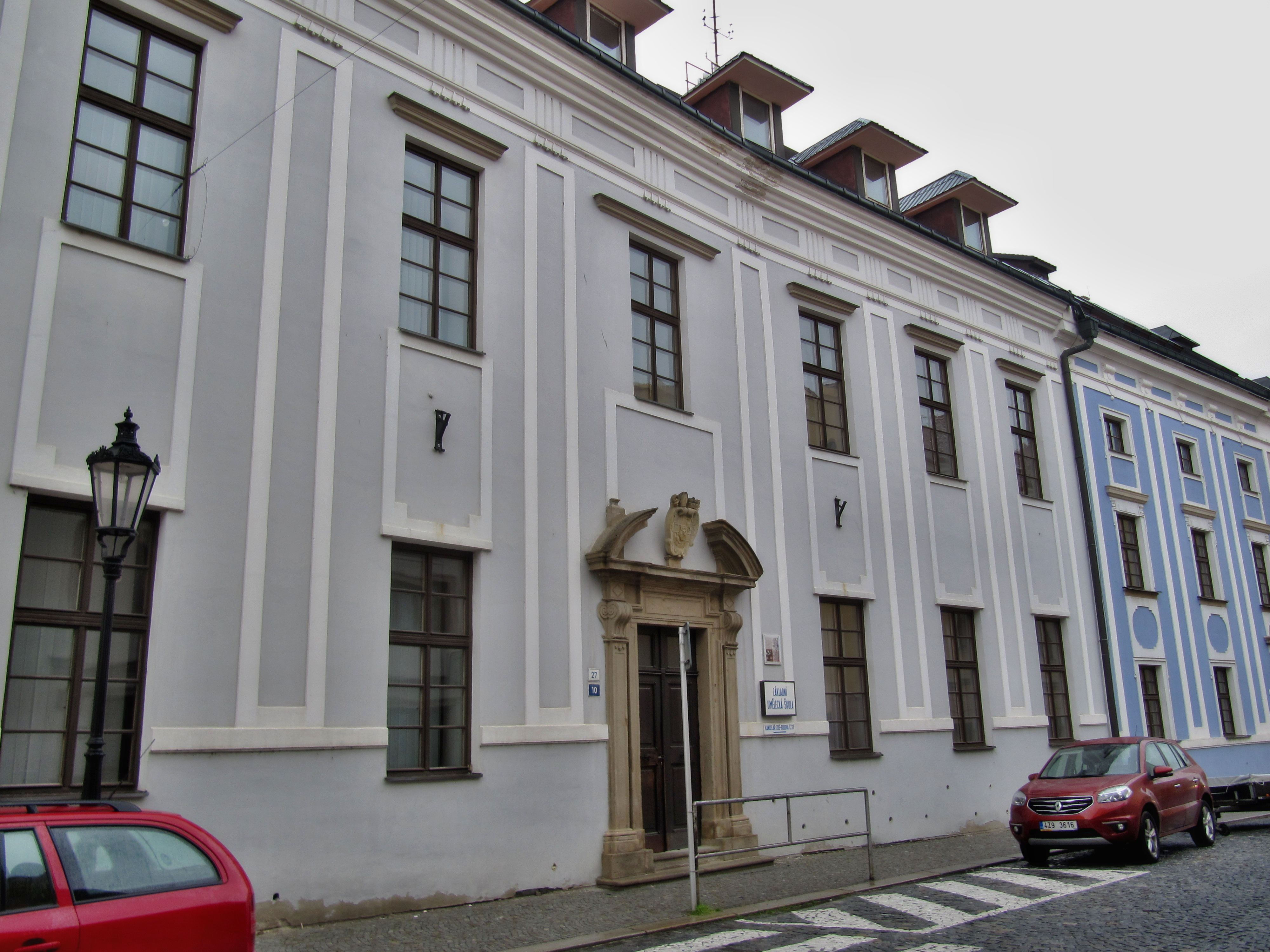
Historická budova lichtenštejnského pěveckého chlapeckého semináře v Kroměříži

Chlapecký seminář, chlapecký konvikt neboli menší seminář (latinsky seminarium puerorum, seminarium minor nebo convictum puerorum) je internát pro chlapce zřízený církví při určité střední škole. Chlapecké semináře byly zřizovány na základě nařízení tridentského koncilu. V českých zemích existovaly například v Praze, Kroměříži, Brně, Bohosudově, Hradci Králové, Českých Budějovicích, Mladé Boleslavi nebo Bruntále. O duchovní formaci studentů ubytovaných v chlapeckém semináři pečoval jeho spirituál.